# Andreas Larem

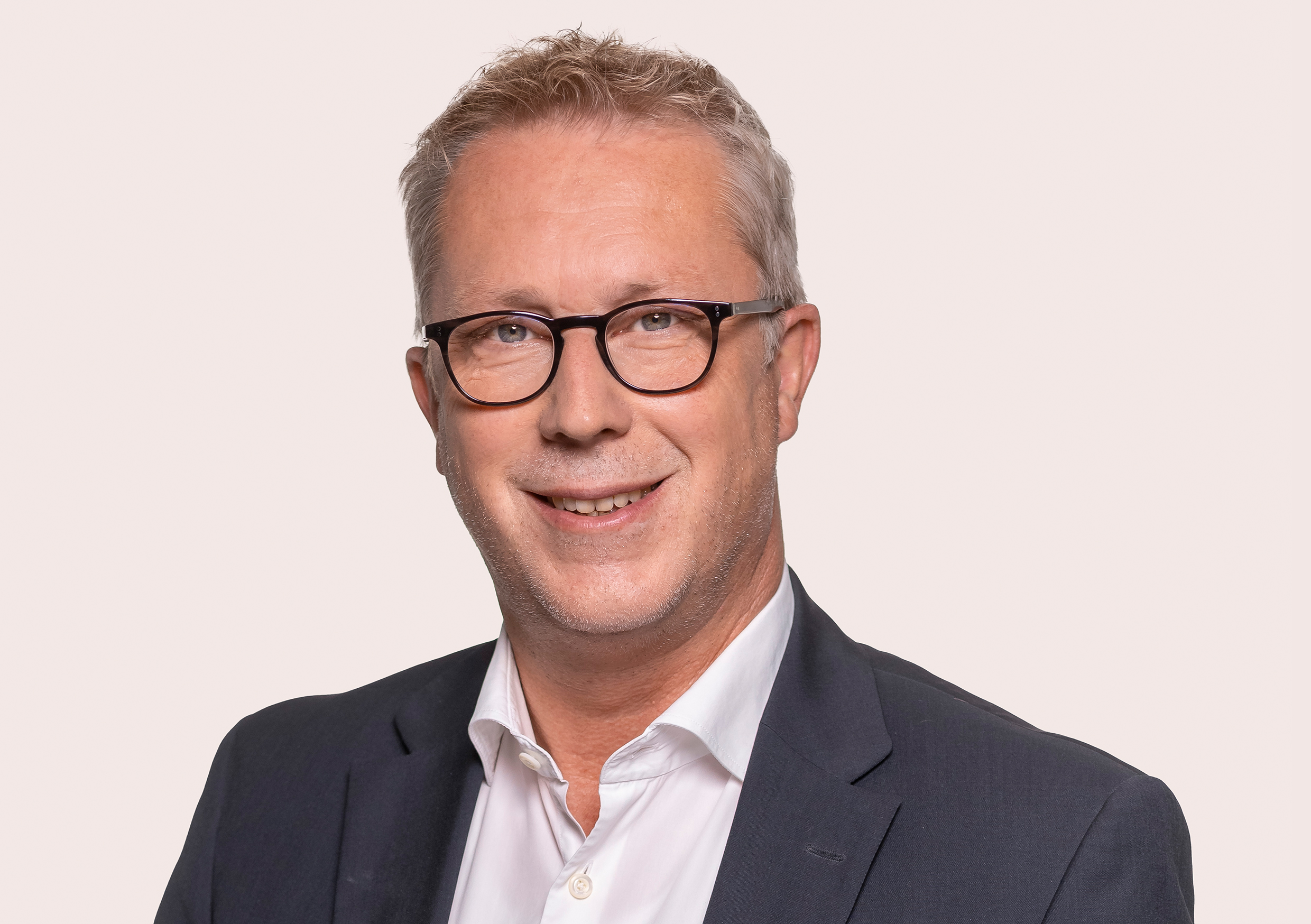
Andreas Larem (2021)

Andreas Larem (* 25. September 1964 in Dieburg) ist ein hessischer Politiker (SPD), ehemaliges Mitglied des Bundestags (2021–2025) und ehemaliger Bürgermeister (2010–2021) der Gemeinde Messel. Er erhielt im Wahlkreis 186 (Darmstadt/Darmstadt-Dieburg) bei der Bundestagswahl 2021 ein Abgeordnetenmandat im Bundestag. Bei der Bundestagswahl 2025 konnte er weder das Direktmandat im Wahlkreis erringen noch über die Landesliste der SPD Hessen in den Bundestag einziehen.

## Leben
Andreas Larem wurde am 25. September 1964 in Dieburg als so genanntes Arbeiterkind geboren und wuchs in Eppertshausen auf. Seit 2014 ist er in Messel im Landkreis Darmstadt-Dieburg wohnhaft.
Das Abitur absolvierte er 1984 an der Landrat-Gruber-Schule in Dieburg. Im Jahr 1986 schloss er eine Ausbildung zum Groß- und Außenhandelskaufmann ab und war fortan u. a. Marketing- und Vertriebsmitarbeiter sowie Geschäftsführer in verschiedenen nationalen und internationalen Unternehmen im Bereich des Persönlichen Arbeitsschutzes.
Andreas Larem ist seit 1987 verheiratet und hat zwei erwachsene Kinder.

## Politik
Von 1987 bis 1995 und von 2002 bis 2010 war er für die SPD Mitglied der Gemeindevertretung in Eppertshausen. In dieser Zeit übernahm er zeitweise die Funktionen als Fraktions- und Ortsvereinsvorsitzender der SPD Eppertshausen und war zusätzlich stellvertretender Unterbezirksvorsitzender der SPD Darmstadt/Dieburg.
Von 2010 bis 2021 war Larem hauptamtlicher Bürgermeister der Gemeinde Messel. Die Wahl zum Bürgermeister 2010 gewann er mit 52,4 % der abgegebenen Stimmen. Bei seiner Wiederwahl als Bürgermeister im Jahre 2016 erhielt er 54,5 % der abgegebenen Stimmen.
Anfang 2010 wurde er zum ehrenamtlichen Handelsrichter am Landgericht Darmstadt ernannt. Dieses Amt musste er aufgrund seines Bürgermeisteramtes niederlegen und ist seit einigen Jahren ehrenamtlicher Richter am Arbeitsgericht Darmstadt.
Seit 2011 ist er Mitglied des Kreistages des Landkreises Darmstadt-Dieburg und hierbei seit 2021 Vorsitzender des Haupt- und Finanzausschusses des Kreistags des Landkreises Darmstadt-Dieburg.
Ende 2020 wurde Andreas Larem von der SPD Darmstadt und Darmstadt-Dieburg als gemeinsamer Kandidat für den Wahlkreis 186 (Darmstadt) für die Bundestagswahl 2021 mit 96 % der Stimmen nominiert.
Bei der Bundestagswahl 2021 am 26. September 2021 erhielt Larem 27,4 % der Erststimmen im Wahlkreis 186 und wurde somit direkt in den 20. Deutschen Bundestag gewählt. Hier vertrat er als einziger Repräsentant des Wahlkreises 186 dessen Bürger. 
Im Bundestag gehörte Larem als ordentliches Mitglied dem Auswärtigen Ausschuss an. Als stellvertretendes Mitglied war er im Verteidigungsausschuss und im Finanzausschuss vertreten.
Bei der Bundestagswahl 2025 konnte er sein Direktmandat nicht verteidigen und lag mit 21,1 % hinter seinen Mitbewerbern Astrid Mannes (CDU) mit 26,7 % und Philip Krämer (Grüne) mit 21,7 %. Sein Listenplatz 17 auf der Landesliste der SPD in Hessen reichte ebenfalls nicht aus, da nur 10 Mandate für die SPD in Hessen erreicht wurden.
Außerdem leitete Larem den Sozialausschuss beim Hessischen Städte- und Gemeindebund und ist Mitglied im Sozialausschuss beim Deutschen Städte- und Gemeindebund.